# Лісова Слобідка (Бердичівський район)
Лісова́ Слобі́дка — село в Україні, у Бердичівському районі Житомирської області. Населення становить 238 осіб.

## Історія
У 1906 році — село Янушпільської волості Житомирського повіту Волинської губернії. Відстань від повітового міста 54 верст, від волості 8. Дворів 25, мешканців 176.
У 1923—60 — адміністративний центр Лісово-Слобідської сільської ради.

## Населення
Згідно з переписом УРСР 1989 року чисельність наявного населення села становила 260 осіб, з яких 104 чоловіки та 156 жінок.
За переписом населення України 2001 року в селі мешкало 238 осіб.

### Мова
Розподіл населення за рідною мовою за даними перепису 2001 року:
| Мова       | Відсоток |
| ---------- | -------- |
| українська | 96,22 %  |
| російська  | 3,78 %   |